# Gödény család
A gödényházi és farkasfalvi Gödény család régi magyar nemesi család, melynek Szatmár megyei és Ugocsa megyei gyökerei vannak, 's melynek okmányokkal igazolható egyik őse Gödény fia Nede, kinek törzse Munkács már 1262-ben feltűnt az oklevelek adatai között.

## Története

### A család eredete
A család 1262 előtti múltja ismeretlen.
Egy feltevés alapján a család legősibb tagja Guden vitéz, aki 1089-ben az egész vagyonát a veszprémi kanonokra hagyta.
Egy másik hipotézis szerint a család őse(i) francia előkelőként jött(ek) Capet Margit magyar királyné-val, III. Béla magyar király második feleségével, az országba. Ezt az elméletet alátámasztja a latinos (franciás) név Geuden, mely Gewdin-re lett magyarosítva.
1262-ben V. István király a maga Ugocsa megyei Thornatelek (Thorna-telek) nevű birtokát - melyen a király vendégei laktak - cserébe adta Munkách fia Nede Szatmár megyében lévő Adria (Adorján) nevű birtokáért.
Az említett Torna-telek, melyet a tatárok pusztítottak el, korábban a Gödény család ősi fészke volt, s az oklevelekben neve villa Gewden néven volt föltüntetve, vagyis ez volt a későbbi Gödényháza nevű település.
A gödényházi nemesek, Gödényházáról vannak eredeztetve, (melyet a Gödény családról neveztek el,) tagjai a későbbiekben többször is feltűnnek az oklevelekben;
1390-ben a gödényházi nemesek Gödényháza más néven Tornatelekből származó Gewdinházi Péternek fiai Gewdinházi Balás és Gewdinházi Bálint nagyanyjuknak leánynegyedet adnak. (Szirmai Cottus Ugocsa pag. 148.)
1391-ben a két testvér Gewdinházi Balázs és Péter a családi birtokon megosztozik.
A Gödény család a későbbiekben több új ágra oszlott, ami az V. István király adománylevelének I. Mátyás király általi megerősítő oklevele szövegéből is kitűnik:
1466-ban Mátyás király a Gödény család V. István által kiadott adománylevelét megerősíti. Az oklevél szövege felsorolja a család akkor élő tagjait is:
"farkasfalvi Gewdin László és fiai László, Tamás, Pál, Antal, Mihály és Benedek részére, ismét Gewdin Lőrinc és fiai István és János részére, továbbá gewdinházi Chobod György, valamint Gewdin Tamás, Barnabás, Jakab, Szaniszló, és Nagy Jakab fia Pál és egyéb Gewdinházi vérség részére".
1470-ben Gewdinházi Barthus fia István királyi emberként (homo regius) van írva a Szirmaiak beiktatásánál.
1604-ben Rudolf király (1576-1608) ismét megerősíti az adományt Gewdin Sebestyén, gewdinházi Zekel Albert, és Mihály, Csobod Tamás, Ztaniszló Miklós, Sólyom Mihály, Deák Lőrincz, és Nagy István rokonaival. (Szirmai C.Ugocsa pag. 150. 151.)
A Gödény család az 1700-as évek elején jött vissza ismét Szatmár vármegyébe is, ahol Batizon és Homokon volt birtokos.
1711-ben Báró nagykárolyi Károlyi Sándor kegyelmi levelet írt többek közt nemes gödényházi Gödény Pál kuruc ezredeskapitány, majd brigadérosért I. József magyar királynak.
1750-ben a Gödény család is nádori adományt nyert Péterfalva, Tivadar, Forgolány helységben, valamint Andrásfalva és Csatóháza pusztabeli részekre. (Szirmai C. Ugocsa pag. 124. 125. 126.)
1800-as évek elején gödényházi Gödény Pál birtokos volt Gödényházán és Tivadarfalván, Gödény István és József Tivadarfalván, Gödény Gáspár Tivadarfalván volt birtokos.
Ugocsa megye tisztségviselői közül is sok került ki a család tagjai közül.
1850-es években Imre Szatmár vármegyében volt ügyvéd.